# Försvinna
Försvinna (La disparition) är en roman av Georges Perec, utgiven 1969, som helt saknar bokstaven e. Den har översatts till flera språk, bland annat till svenska av Sture Pyk. Vilken bokstav som utelämnats har varierat något beroende på målspråkens vokalfördelning. När den översattes till spanska undveks till exempel bokstaven a istället för e.